# Videniškiai
Videniškiai è una città del distretto di Molėtai, della contea di Utena, nell’est della Lituania. Secondo un censimento del 2011, la popolazione ammonta a 368 abitanti.
Costituisce il centro di riferimento dell’omonima seniūnija.

## Storia
Videniškiai fu menzionato per la prima volta in atti ufficiali nella Chronicon Livoniae di Ermanno di Wartberge nel 1373. La città subì due volte attacchi da parte dell’Ordine livoniano (1373 e 1375). Divenne poi tappa agevole in cui sostare per i mercanti che intendevano raggiungere Riga o Vilnius.
Nella seconda metà del XIX secolo fu aperta una scuola parrocchiale vicino al monastero eretto due secoli prima. Durante il bando di stampa lituana (1865-1904), il sacerdote locale operò come contrabbandiere di libri.
Durante la Grande Guerra, i lituani combatterono contro i polacchi. Nel periodo tra le due guerre, Videniškiai e i suoi dintorni rientrarono nel distretto di Molėtai, pressoché amministrativamente uguale a quello di oggi.
In epoca sovietica, Videniškiai divenne sede di fattorie collettive.

## Galleria d’immagini

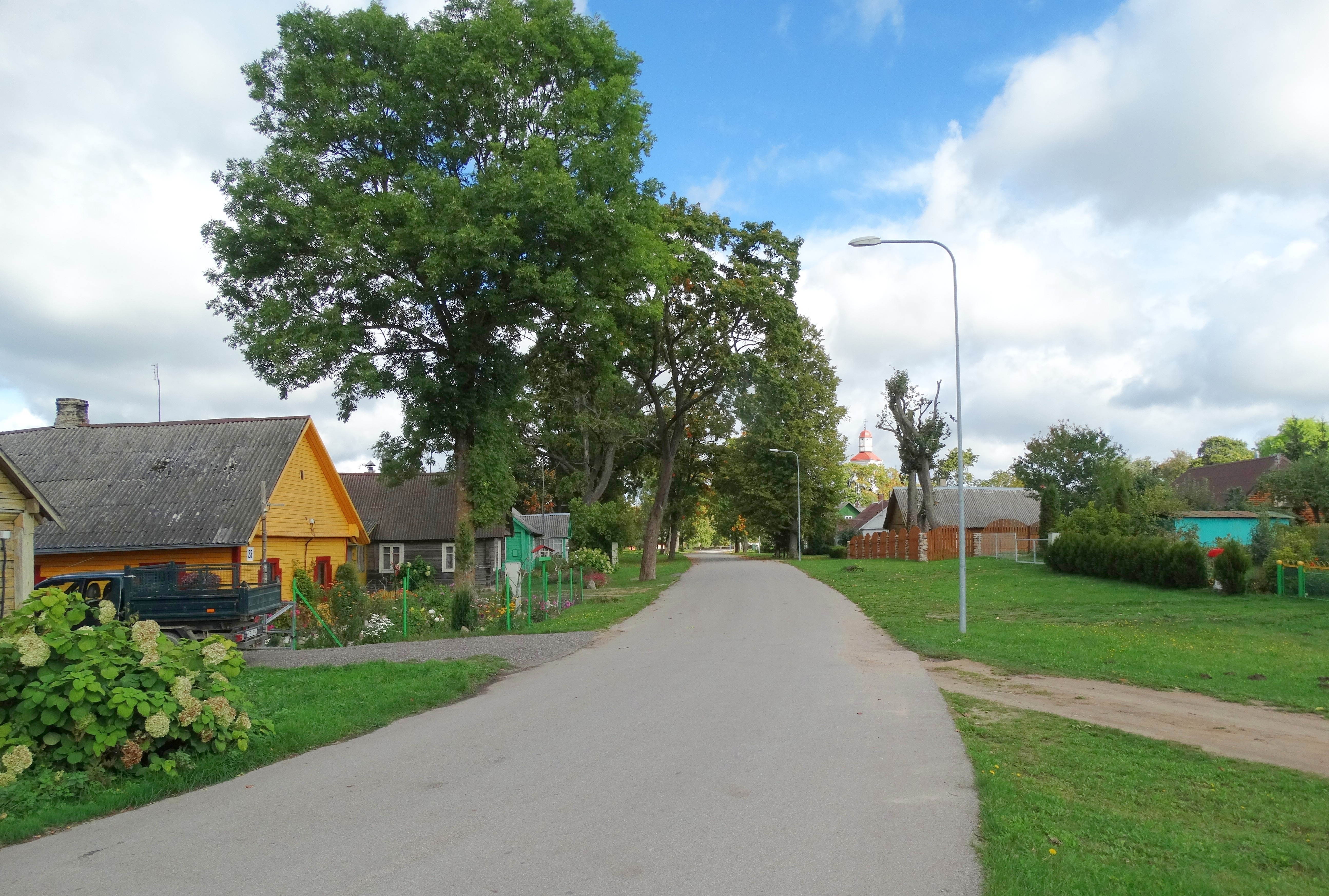
Strada cittadina
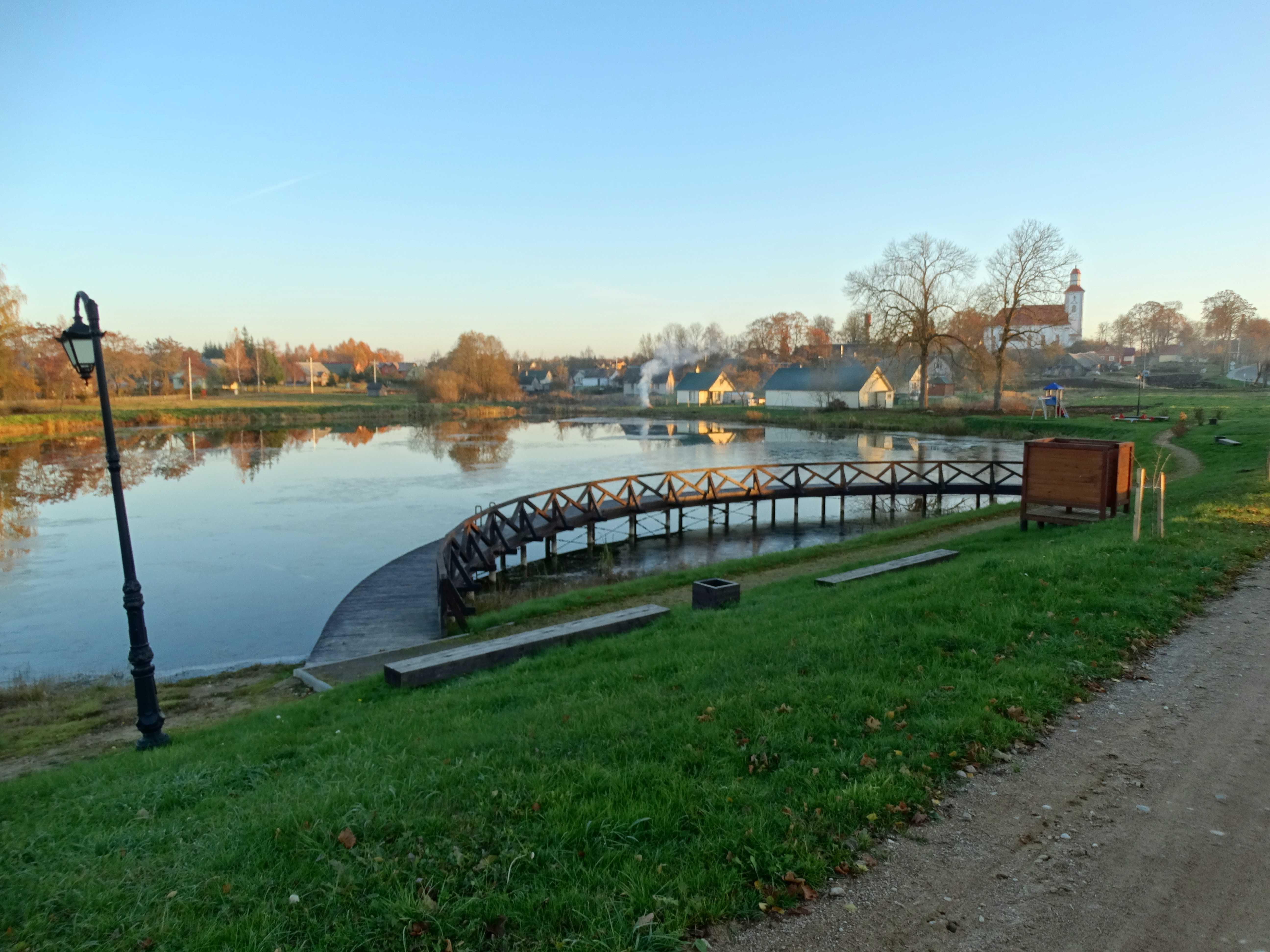
Costa dello stagno
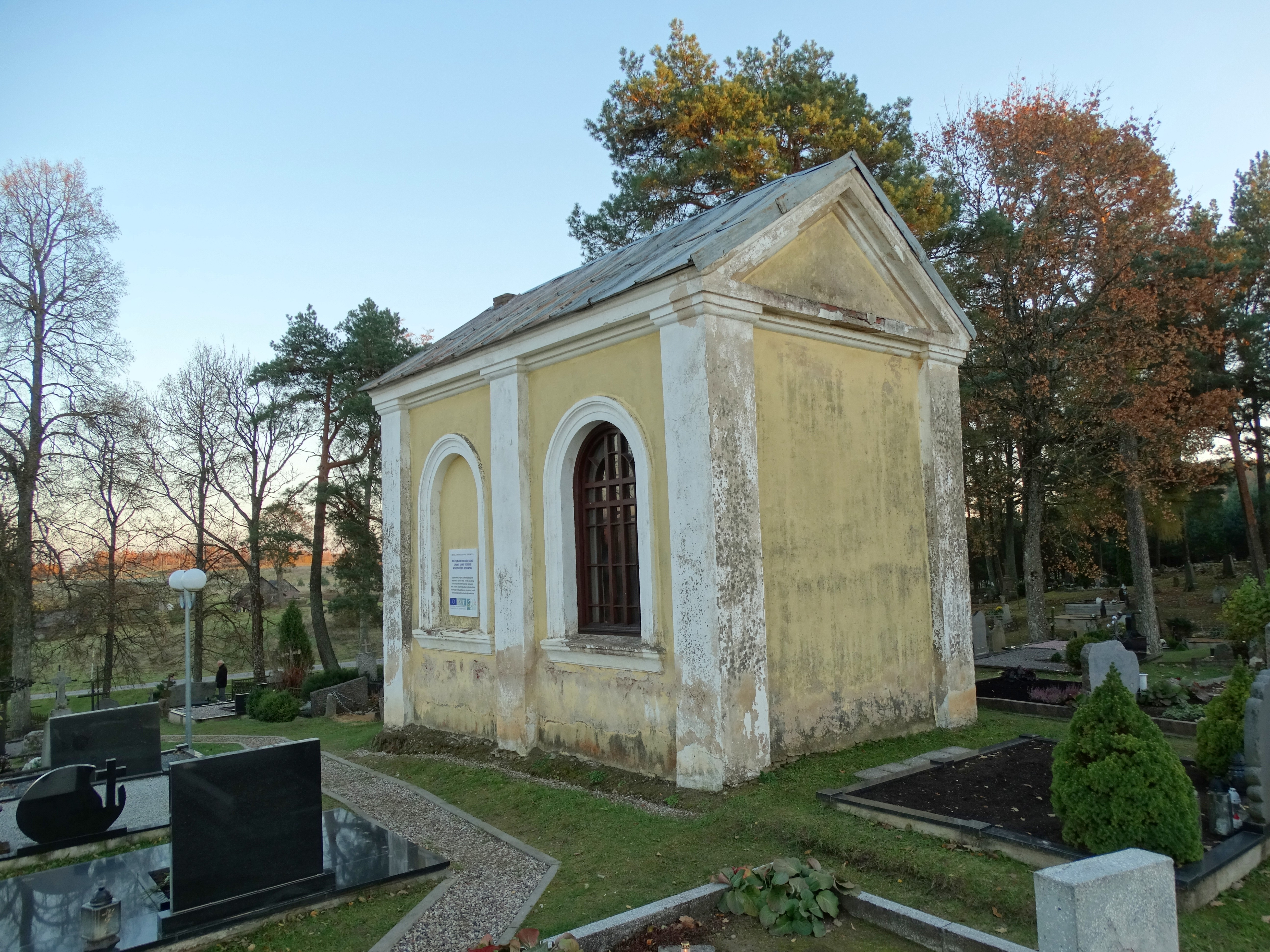
Particolare cappella cimiteriale
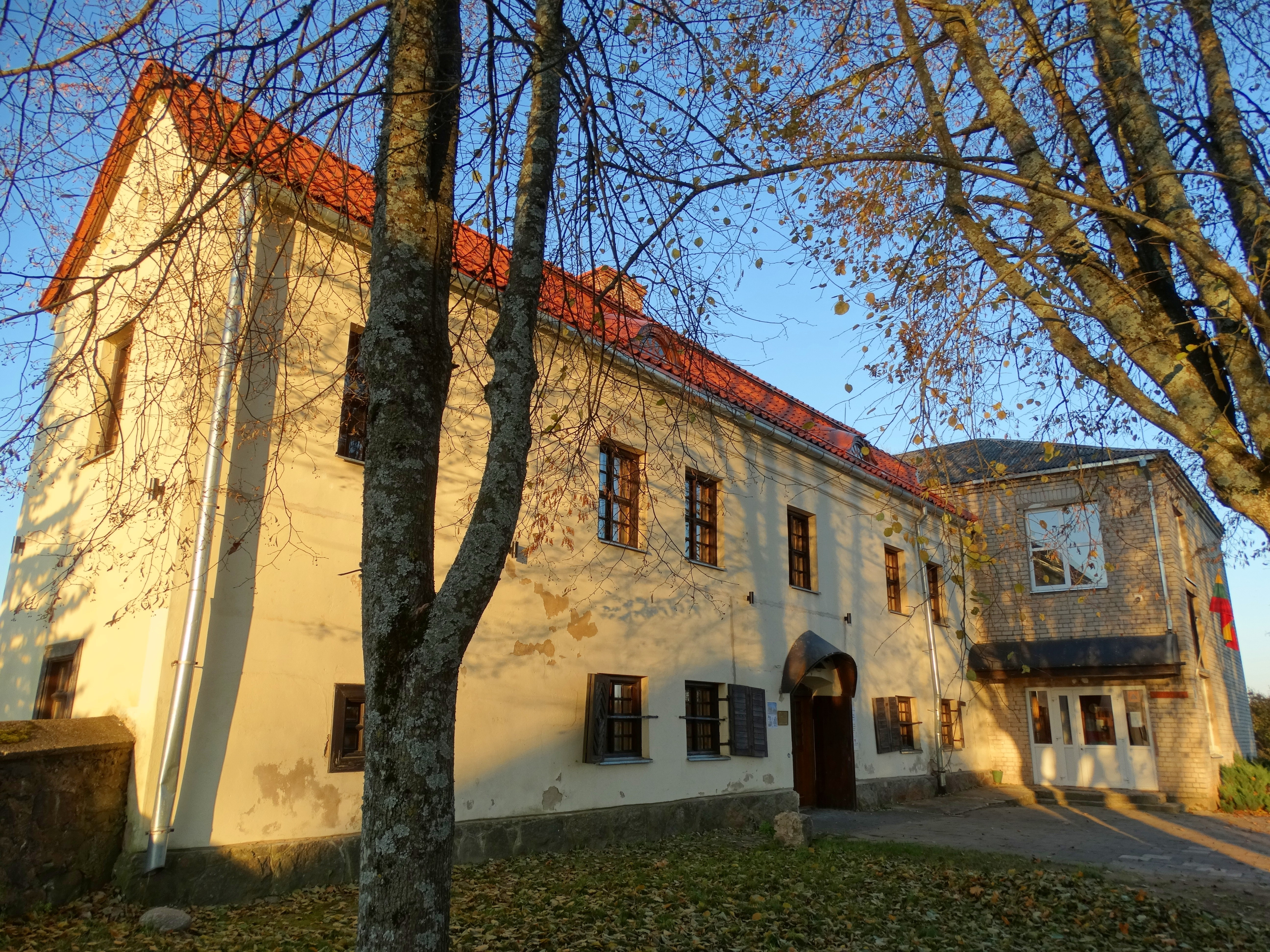
Monastero cittadino
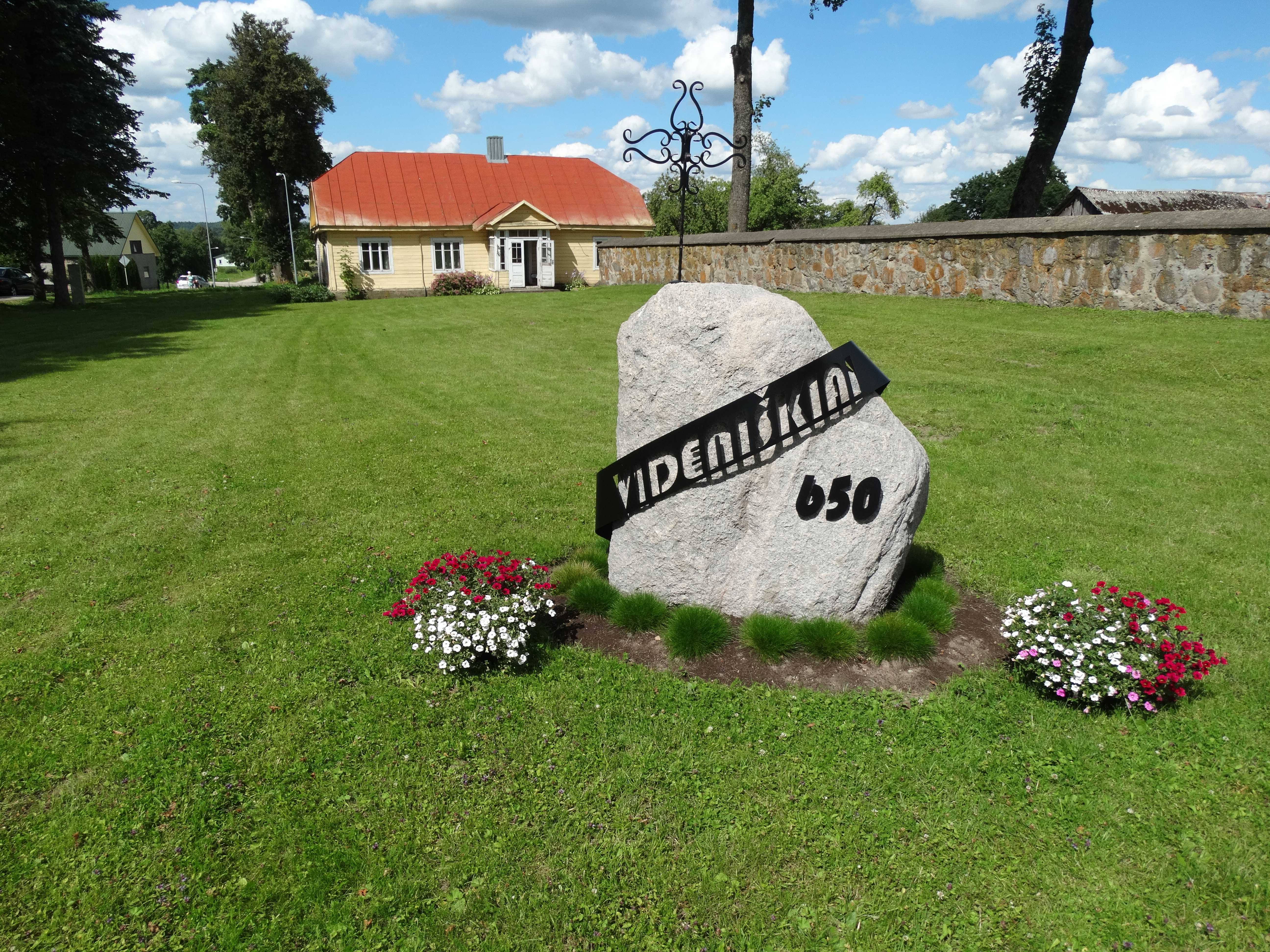
Lapide in memoria dei 650 ebrei della comunità uccisi nel 1941 dalla Wehrmacht